# Dealu Roatei, Alba
Dealu Roatei este un sat ce aparține orașului Zlatna din județul Alba, Transilvania, România.
 Acest articol despre o localitate din județul Alba este deocamdată un ciot. Puteți ajuta Wikipedia prin completarea lui.